# Kraftwerk Ožbalt
Das Kraftwerk Ožbalt (slowenisch Hidroelektrarna Ožbalt) ist ein Laufwasserkraftwerk an der Drau, das in der Gemeinde Podvelka, Slowenien liegt. Es hat eine installierte Leistung von 73,2 MW. Die namensgebende Ortschaft Ožbalt befindet sich am linken Flussufer etwa einen Kilometer flussaufwärts des Kraftwerks.
Das Kraftwerk ist im Besitz der Dravske elektrarne Maribor (DEM) und wird auch von DEM betrieben.

## Absperrbauwerk
Das Absperrbauwerk ist eine Wehranlage mit vier Wehrfeldern; zwischen den Wehrfeldern befindet sich jeweils ein Maschinenhaus mit einer Turbine. Jedes Wehrfeld hat eine Breite von 17 m. Über die Wehranlage können maximal 5800 m³/s abgeführt werden.

## Stausee
Bei Vollstau erstreckt sich der Stausee über eine Länge von 12,7 km und fasst 10,5 Mio. m³ Wasser, von denen 1,4 Mio. für die Elektrizitätserzeugung genutzt werden können.

## Kraftwerk
Das Kraftwerk wurde von 1957 bis 1962 gebaut. Es ging 1960 mit zwei Maschinen in Betrieb; die dritte Maschine folgte 1962. Das Kraftwerk verfügt über eine installierte Leistung von 73,2 MW. Die durchschnittliche Jahreserzeugung liegt bei 305 Mio. kWh. Die drei Kaplan-Turbinen leisten jeweils maximal 24,4 MW, die zugehörigen Generatoren 30 MVA. Die Fallhöhe liegt bei 17,42 m. Der Durchfluss beträgt 550 m³/s.